# 京都府立宇治支援学校
京都府立宇治支援学校（きょうとふりつ うじしえんがっこう）は、京都府宇治市にある府立特別支援学校。2011年に京都府立城南高等学校跡地にて開校した。 

## 設置学部
- 小学部
- 中学部
- 高等部

## 通学区域
- 宇治市
- 城陽市

## 交通アクセス
京都京阪バス宇治大久保淀線21D「宇治支援学校」下車
最寄り駅 - JR奈良線新田駅